# کامینو (پیدمونت)
کامینو (پیدمونت) (به ایتالیایی: Camino, Piedmont) یک کومونه در ایتالیا است که در استان آلساندریا واقع شده‌است.

## خصوصیات
کامینو ۱۸٫۴ کیلومترمربع مساحت و ۷۶۳ نفر جمعیت دارد.

## نگارخانه

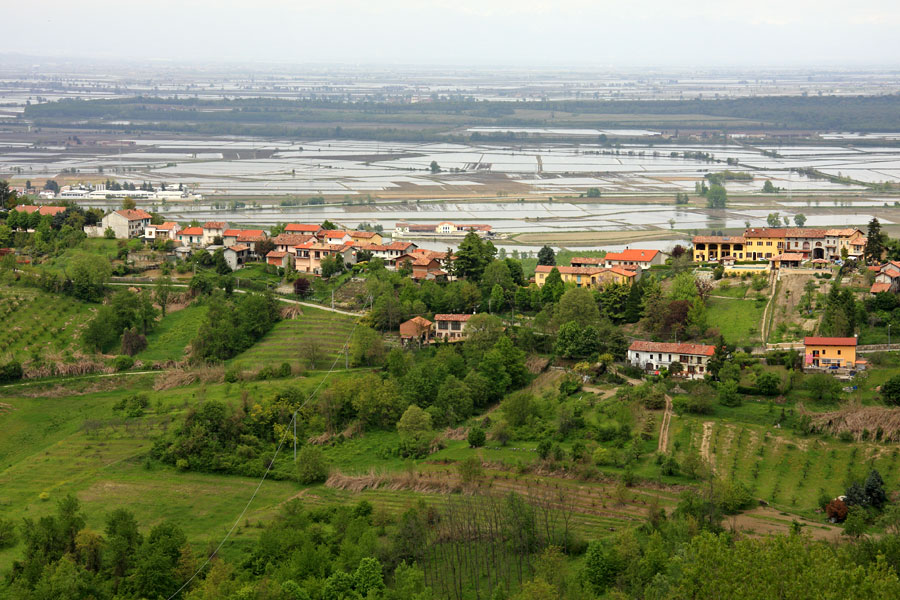
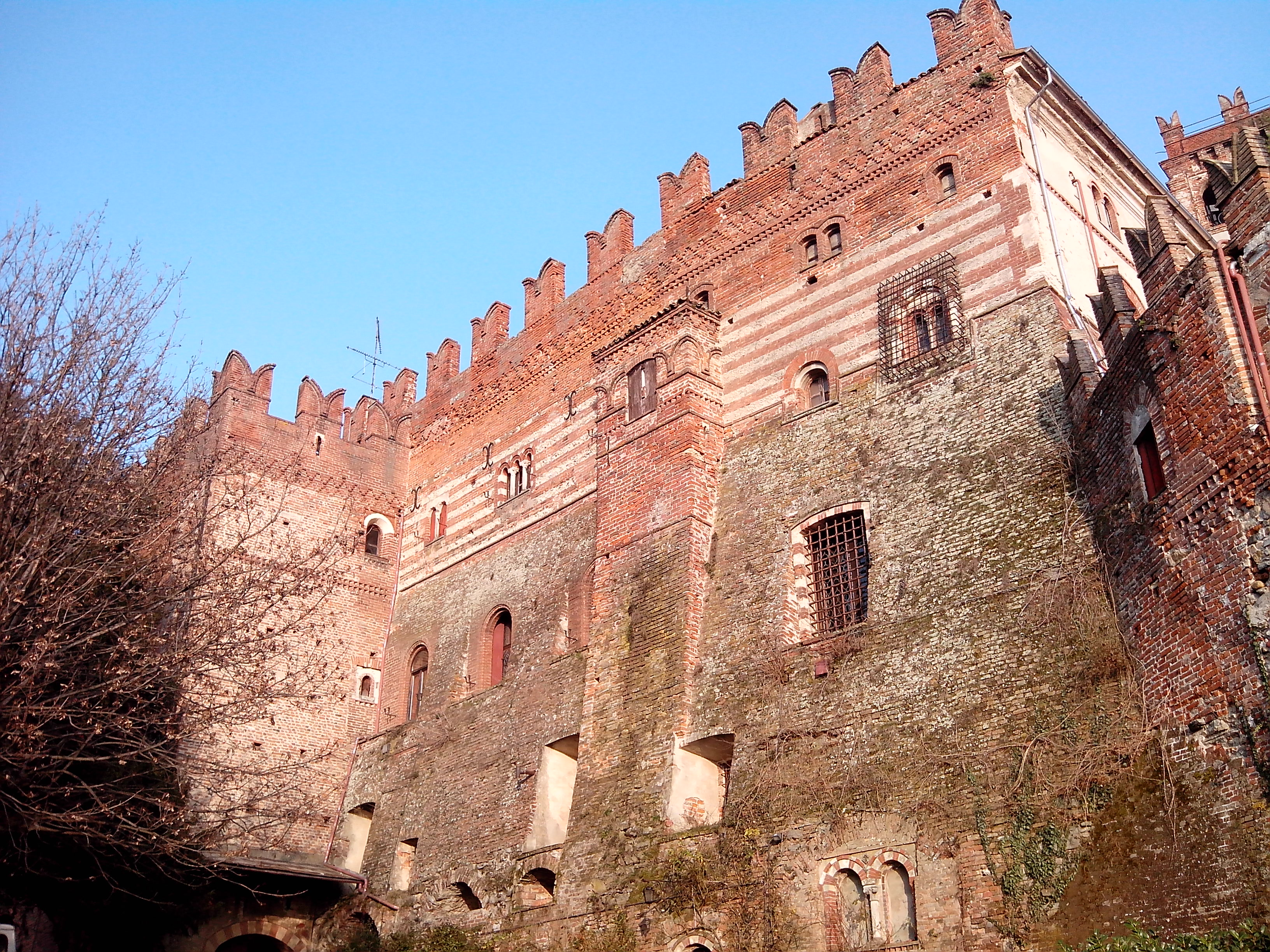
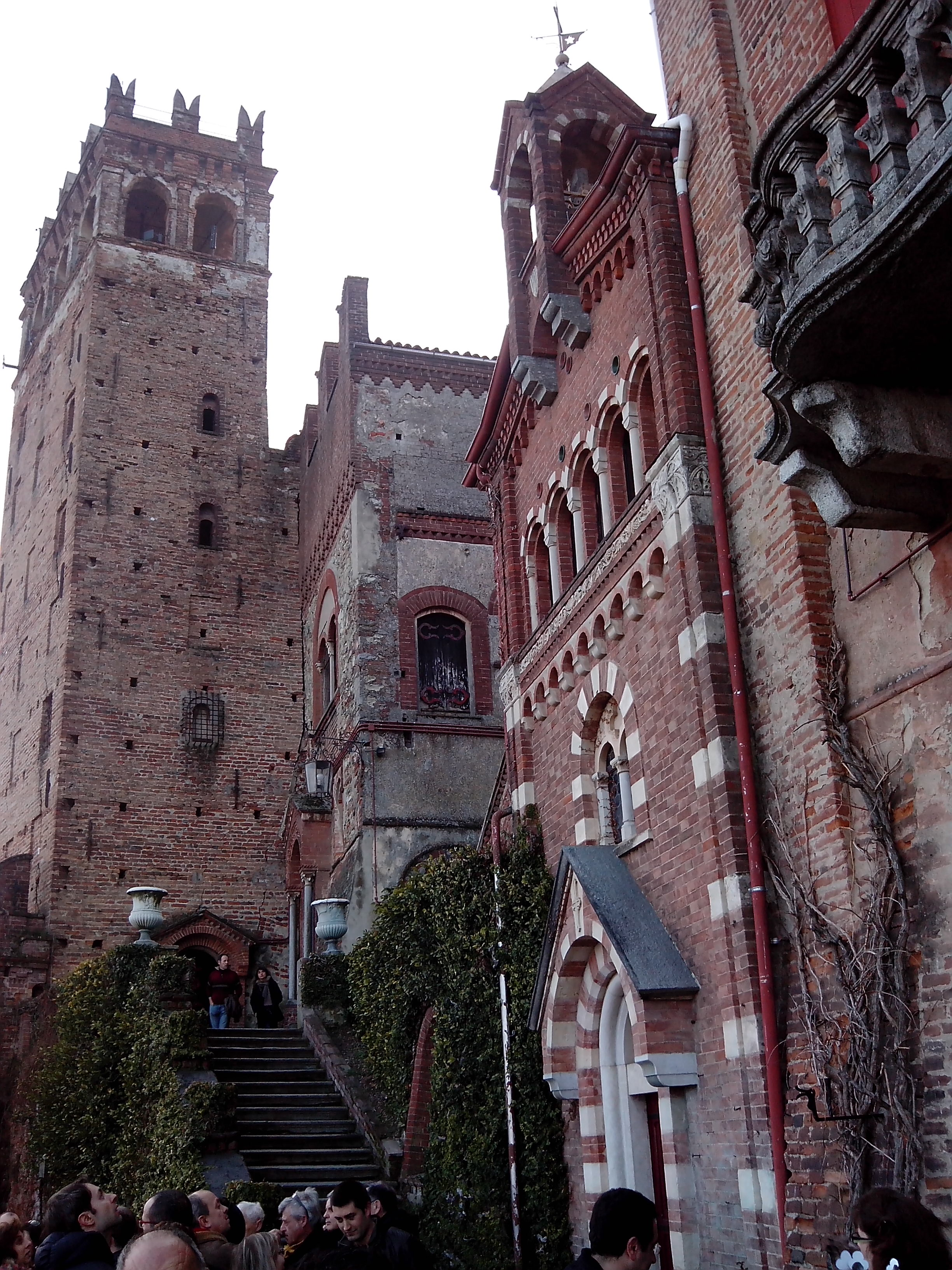
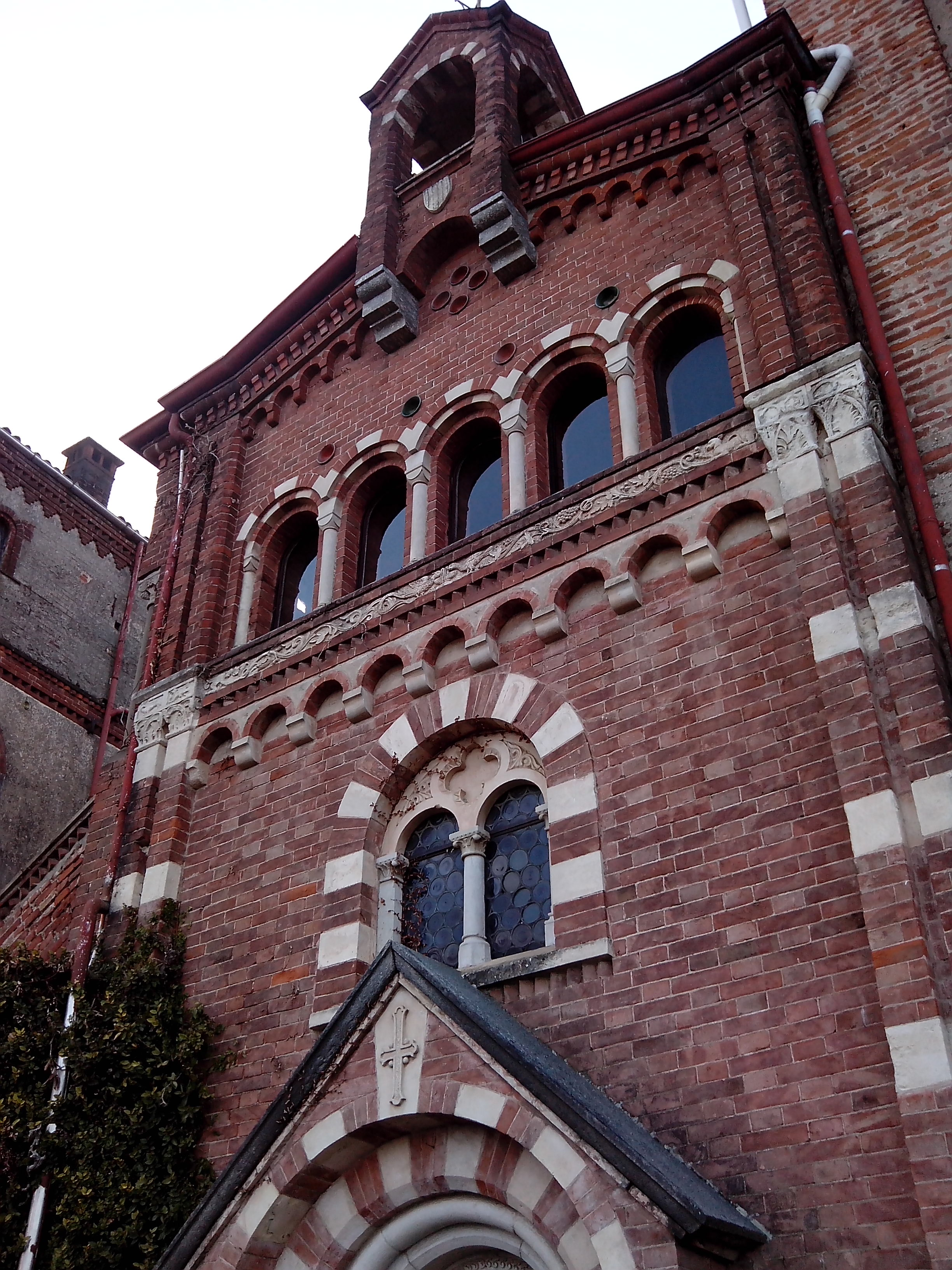
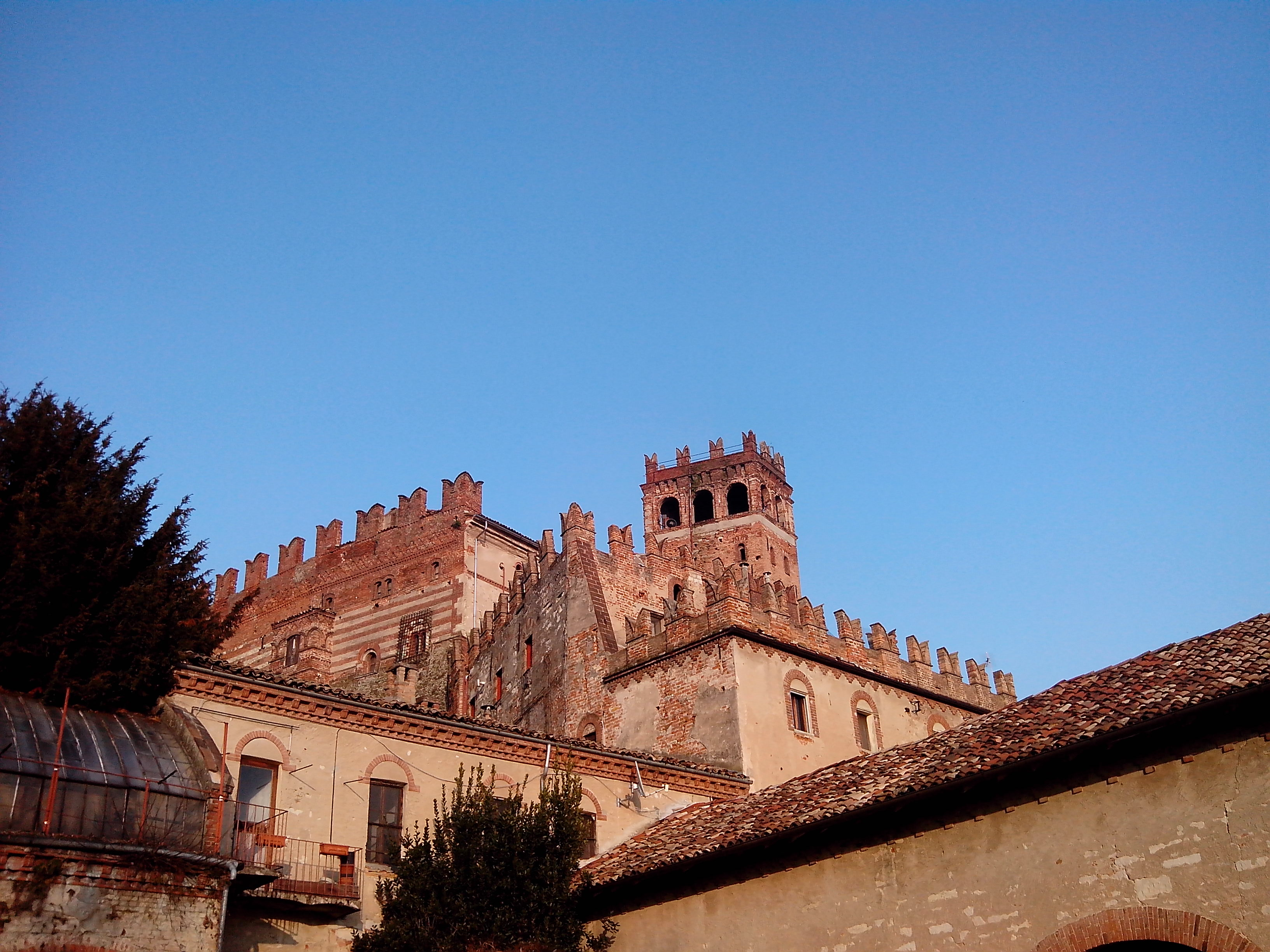
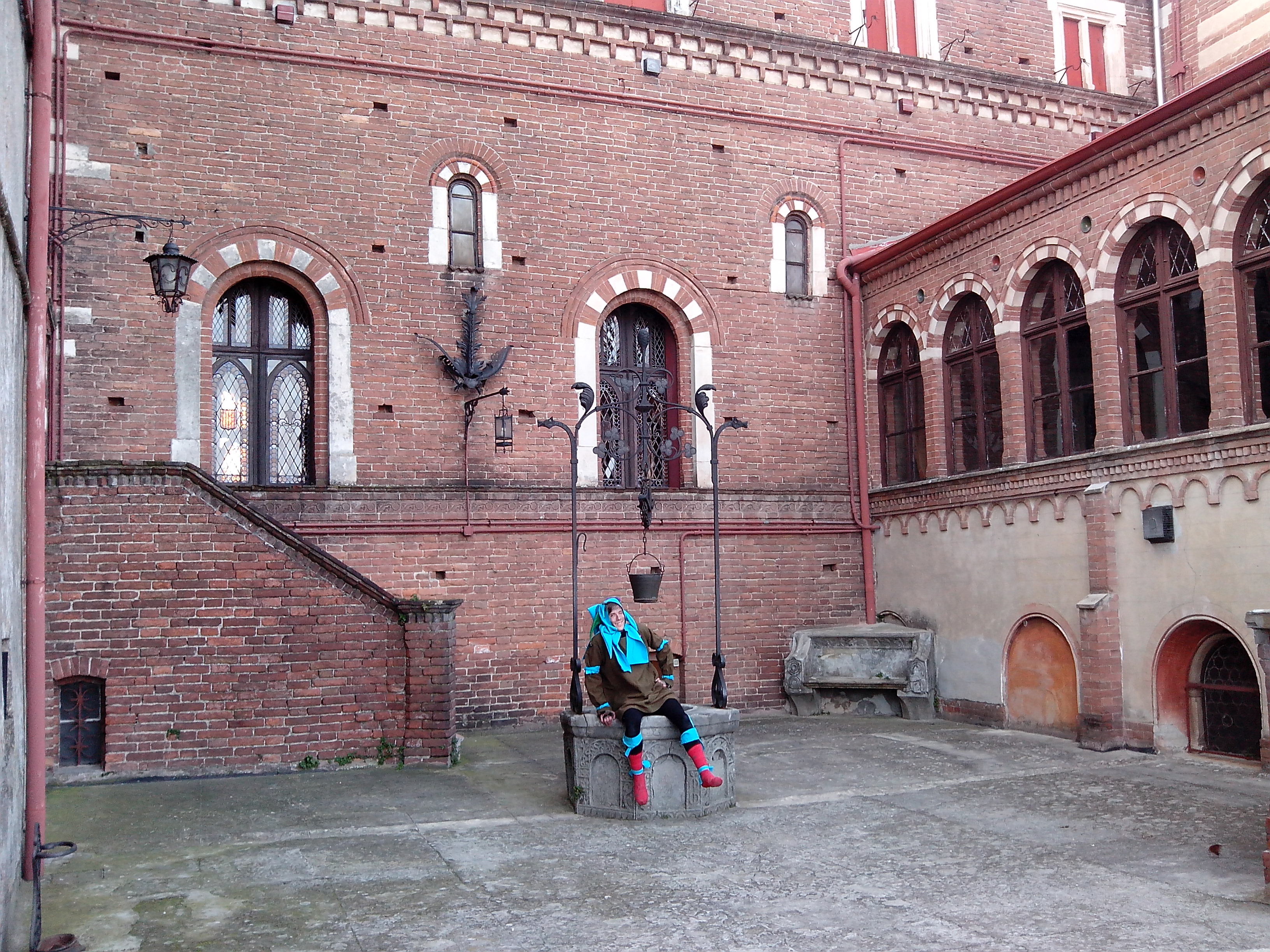
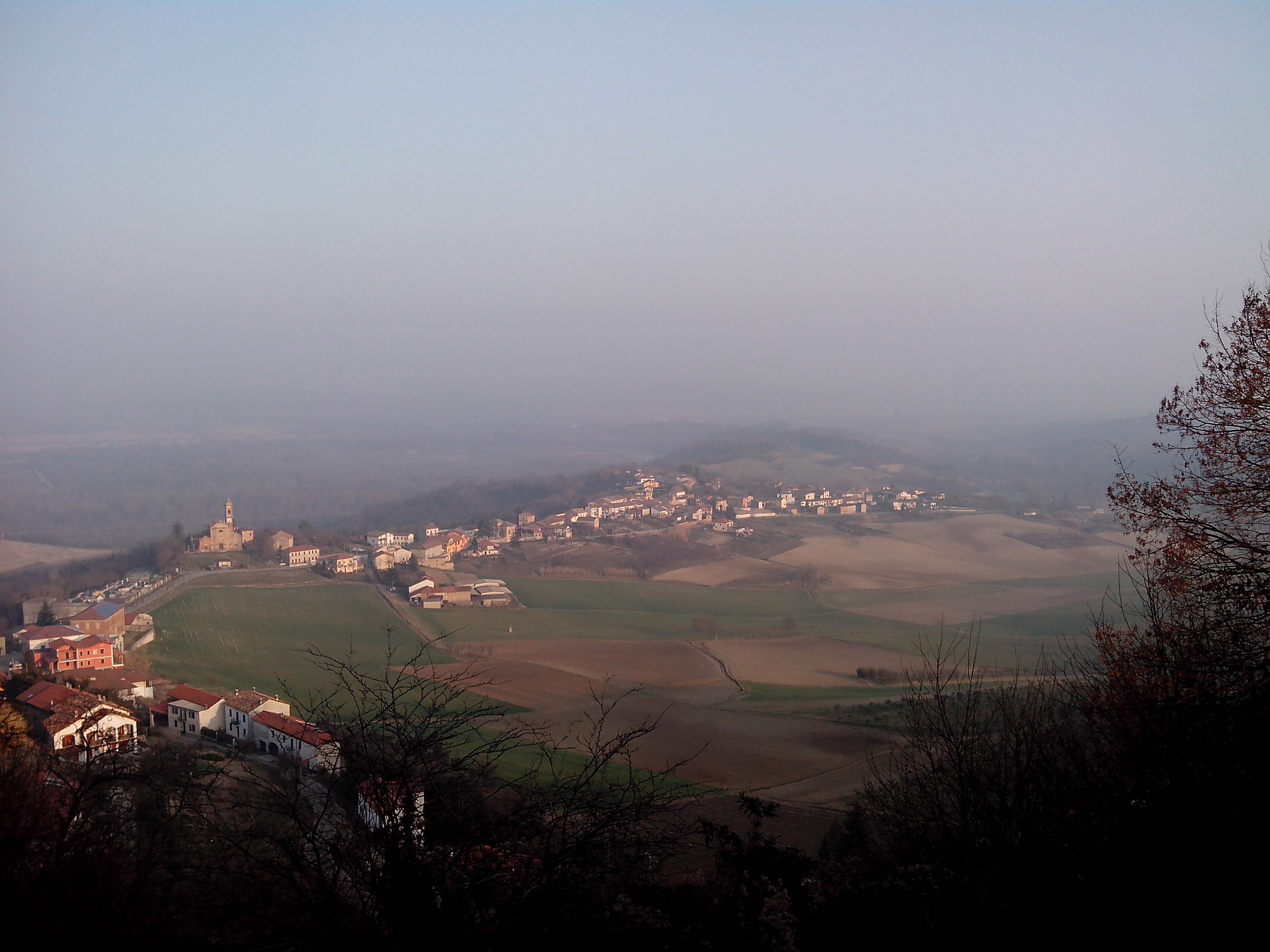